# Изоклина
Изоклина (грч. isos - једнак и грч. klino - нагињати се) је линија која на геомагнетској карти спаја тачке са истим износом магнетне деклинације.